# Staronischesteblijewskaja
Staronischesteblijewskaja (russisch Старонижестеблиевская) ist eine Staniza in der Region Krasnodar in Russland mit 10.260 Einwohnern (Stand 14. Oktober 2010).

## Geographie
Der Ort liegt knapp 60 km Luftlinie nordwestlich des Regionsverwaltungszentrums Krasnodar in Kubandelta, am rechten Flussarm Angelinski jerik.
Staronischesteblijewskaja gehört zum Rajon Krasnoarmeiski und befindet sich knapp 20 km östlich von dessen Verwaltungszentrum Poltawskaja. Die Staniza ist Sitz der Landgemeinde Staronischnesteblijewskoje selskoje posselenije, zu der außerdem die Weiler (chutor) Krupskoi (12 km nördlich), Otrubnyje (10 km nordnordwestlich), Perwomaiski (3 km südlich) und Wostotschny (4 km südöstlich) gehören.

## Geschichte
Der Ort wurde 1794 als eine der ersten 40 Stanizen im Kuban-Gebiet zunächst als Kurinsiedlung Nischesteblijewskoje gegründet, benannt nach dem gleichnamigen Herkunftsort der Kosaken in der Saporoger Sitsch. Er befand sich zunächst knapp 30 km südlich direkt am Kuban beim Waldgebiet Krasny les, wurde aber kurz darauf an die heutige Stelle verlegt. Nach der Gründung der etwa 35 km nordwestlich gelegenen Siedlung Nowonischesteblijewskoje („Neu-Nieder-Steblijewskoje“; später Staniza, vor 1912 umbenannt in Griwenskaja) erhielt Nischesteblijewskoje 1815 den Namen Staronischesteblijewskoje („Alt-Nieder-Steblijewskoje“), und 1842 unter der heutigen Namensform den Status einer Staniza. Sie gehörte zunächst zur Abteilung (otdel) Temrjuk der Oblast Kuban.
Von 28. Dezember 1934 bis zu dessen Aufgehen im Krasnoarmeiski rajon am 22. August 1953 war Staronischesteblijewskaja Verwaltungssitz des Iwanowski rajon. Im Zweiten Weltkrieg war die Staniza vom 8. August 1942 bis 25. Februar 1943 von der deutschen Wehrmacht okkupiert.

### Bevölkerungsentwicklung
| Jahr | Einwohner |
| ---- | --------- |
| 1802 | 189       |
| 1875 | 3.681     |
| 1939 | 9.616     |
| 1959 | 9.410     |
| 1979 | 10.655    |
| 2002 | 10.344    |
| 2010 | 10.260    |

Anmerkung: ab 1939 Volkszählungsdaten

## Verkehr
Am südöstlichen Rand von Starowelitschkowskaja befindet sich bei Streckenkilometer 72 die Bahnstation Angelinskaja der auf diesem Abschnitt 1915 eröffneten und seit 1987 elektrifizierten Eisenbahnstrecke Krymskaja – Timaschewskaja, Teil der weiträumigen westlichen Umfahrung von Krasnodar.
Der Bahnstrecke folgt durch die Staniza die Regionalstraße 03K-015 Timaschewsk – Poltawskaja. Von dieser in Starowelitschkowskaja die 03N-251 als Querverbindung zur etwa 12 km südlich bei Iwanowskaja verlaufenden 03K-001 (ehemals R251) ab.

## Söhne und Töchter des Ortes
- Wassili Grabin (1900–1980), Waffenkonstrukteur